# Pangrangiola
Pangrangiola is een geslacht van rechtvleugeligen uit de familie krekels (Gryllidae). De wetenschappelijke naam van dit geslacht is voor het eerst geldig gepubliceerd in 2004 door Gorochov.

## Soorten
Het geslacht Pangrangiola omvat de volgende soorten:
- Pangrangiola bona Gorochov, 2004
- Pangrangiola propria Gorochov, 2004